# The Best Mixes from the Album Debut for All the People Who Don't Buy White Labels
The best mixes from the album Debut for all the people who don't buy white-labels es un álbum lanzado en septiembre de 1994 por la discográfica One Little Indian y que contiene, como su propio nombre indica, las remezclas (mixes) del álbum Debut de la cantante islandesa Björk, lanzado en 1993.
En el título del álbum se hace referencia que es «para la gente que no compra "white-labels"», éste es el nombre que reciben los discos de vinilo que no han sido publicados por ninguna discográfica y carecen de créditos. Los white-labels, son por esta razón, utilizados por los DJ.
Dentro de los grupos que participaron de los remixes, se destacan por popularidad, Underworld y Black Dog, entre otros. Alcanzó el puesto número 188 en el 1994.

## Lista de canciones
Todas las canciones escritas y compuestas por Björk, salvo indicadas. 
| N.º | Título                                         | Extraída de                                                     | Duración |  |
| 1.  | «Human Behaviour» (The Underworld Mix 110 BPM) | Human Behaviour                                                 | 12:06    |  |
| 2.  | «One Day» (Endorphin Mix 52.5 BPM)             | Björk Cut By The Sabres Of Paradise 10"                         | 5:10     |  |
| 3.  | «Come To Me» (Black Dog Mix)                   | Björk Bitten By Black Dog 10"                                   | 5:03     |  |
| 4.  | «Come To Me» (Sabres Of Paradise)              | el tema es del disco Debut, la remezcla exclusiva de este álbum | 4:48     |  |
| 5.  | «The Anchor Song» (Black Dog Mix)              | Björk Bitten By Black Dog 10"                                   | 4:51     |  |
| 6.  | «One Day» (Springs Eternal Mix 105 BPM)        | Björk Cut By The Sabres Of Paradise 10"                         | 9:44     |  |

## Otros artistas
- Diseño - Me Company

Producción adicional.
- Canciones 2, 4, y 6; Wheatherall, Kooner.
- Canción 1; Darren Emerson, Rick Smith.